# Comunismul național din România
Comunismul național din România sau Național comunismul este un termen care se referă la o formă de naționalism promovată în Republica Socialistă România între 1960 și 1989; termenul în sine nu a fost folosit de regimul comunist. Având originea în emanciparea politică a lui Gheorghe Gheorghiu-Dej din Uniunea Sovietică, a fost foarte dezvoltat de Nicolae Ceaușescu, care a început în 1971, prin manifestul său Tezele din iulie, o revoluție culturală națională. O parte a mitologiei naționale a fost cultul personalității lui Nicolae Ceaușescu și idealizarea istoriei românești, cunoscută în istoriografia românească sub numele de protocronism.
Ideologia naționalistă a fost construită printr-o combinație a principiilor marxist-leniniste cu doctrinele naționaliste de extremă dreaptă. Principalul argument al principiului a fost lupta nesfârșită și unanimă de-a lungul a două mii de ani pentru a atinge unitatea și independența.

## Epoca internaționalistă
Înainte de al doilea război mondial, ideologia istorică a fost bazată pe naționalismul românesc și pe marea dispută în societatea românească între oamenii care promovau tradițiile indigene și cei care doreau o societate bazată pe valori occidentale. Marxiștii au jucat un rol mic în cultura românească iar stânga românească era de obicei de convingere precapitalistă tradițională rurală, mai degrabă decât să sprijine un stat muncitoresc post-capitalist ca în alte părți ale Europei. În acest context, schimbarea ideologică în societatea românească după venirea comuniștilor la putere a apărut mai radicală.
În câțiva ani, istoria României fusese rescrisă: în timp ce istoria dinainte de război fusese scrisă din punct de vedere naționalist, noua istorie a fost scrisă în spirit internaționalist. De exemplu, în „Istoria României” a lui Mihail Roller, unirea din 1859 între Țara Românească și Moldova era văzută ca voința burghezilor și a boierilor, care au beneficiat de aceasta, decizia fiind luată fără luarea în considerare a voinței poporului. Unirea Basarabiei cu România a fost văzută ca fiind o „intervenție imperialistă împotriva Revoluției Socialiste din Rusia”, iar Unirea Transilvaniei cu România a fost considerată o ocupație.
O schimbare majoră care a avut loc a fost relația dintre români și occident. Înainte de război, mitologia națională îi considera pe români "O insulă a latinității într-o mare slavă". Istoria lui Roller a subliniat coabitarea românilor și slavilor în Evul Mediu și a discutat despre legăturile dintre slavi și români, încheind cu „eliberarea României de către glorioasa armată sovietică”.

## Independența față de Uniunea Sovietică
Începând cu sfârșitul anilor 1950, naționalismul românesc a devenit treptat parte a ideologiei oficiale, în paralel cu o diminuare a importanței slave, ruse și sovietice în istoria românească. Acest proces a culminat cu „declarația de independență” din aprilie 1964, când a abandonat internaționalismul.

## Reabilitarea figurilor culturale
Regimul comunist a integrat întreaga moștenire românească în ideologia lui națională. Spre exemplu, istoricul de dreapta Nicolae Iorga a fost reabilitat pentru a fi "antifascist" (fiind asasinat de Garda de Fier), lucrările sale fiind republicate cu excepția celor care argumentau direct împotriva comunismului. Istoria civilizației române moderne a lui Eugen Lovinescu a fost republicată într-o versiune prescurtată, iar introducerea spunea că opera lui Lovinescu nu era o polemică antimarxistă și că avea puncte comune cu materialismul istoric.
Chiar și conducătorul fascist Ion Antonescu a fost semi-reabilitat, primind un tratament mult mai blând decât anterior, în conformitate cu naționalismul și fațada antisovietismului. Aceasta a făcut parte dintr-o strategie de inserare a „marilor lideri” în narațiunea istoriei românești, pentru a servi cultul personalității lui Ceaușescu, Antonescu fiind văzut mai degrabă ca un „patriot neînțeles” decât un trădător. Acest proces a început cu romanul "Delirul" al lui Marin Preda (1975), continuând cu "Preliminarii politico-diplomatice ale insurecției române din august 1944" a lui Aurică Simion (1979), înainte de a deveni parte a ideologiei oficiale în "Istoria militară a poporului român", vol. 6 (1989) a lui Ilie Ceaușescu.

## Revoluția culturală a lui Ceaușescu
Începând cu anii 1960, guvernul român a început să relaxeze regulile și să trateze mai bine cetățenii săi, incluzând o amnistie a prizonierilor politici și permițând mai multă libertate de exprimare, cum ar fi în nuanțele potrivite în literatură. Totul s-a încheiat cu Tezele din iulie din 1971, care au pus capăt liberalizării și deschiderii, începând o tendință care a accentuat totalitarismul și a izolat România de restul lumii.
Naționalismul a devenit omniprezent și cel mai important argument politic. Românii au fost descriși ca fiind veșnic uniți de-a lungul istoriei lor în jurul câte unui conducător.
Cercetările istorice au început să se concentreze pe epoca antică, în special pe epoca dacică (preromană). „Institutul de Istorie a Partidului”, specializat în scrierea de monografii despre sindicaliști, lupta muncitorească și eroii clasei muncitoare, a început studierea dacilor, politizând istoria antică. În 1980, guvernul român a sărbătorit o aberație istorică denumită "2050 de ani de la fondarea statului unitar și centralizat sub Burebista", cel mai bine exemplificată prin filmul epic Burebista.